# Pierre Schaken
Pour les articles homonymes, voir Schaken.
Pierre Schaken, né le 1er février 1793 à Ostende et mort le 8 janvier 1870 à Joinville-le-Pont, est un ingénieur franco-belge.
Il fait une carrière militaire avant de devenir un entrepreneur et industriel dans les chemins de fer en Belgique et en France. Il est notamment, avec Basile Parent, créateur de la société Parent et Schaken, à l'origine de l'entreprise Fives-Lille.

## Biographie
Pierre Schaken est né le 1er février 1793 à Ostende  en 1793. La ville dépend alors des Pays-Bas autrichiens ; elle devient française en 1795, puis néerlandaise en 1814, enfin belge à l'indépendance de la Belgique en 1830.
Il participe aux campagnes de 1813 et 1814 dans les Gardes d'honneur, unité de la Garde impériale de l'armée française. Pour ces faits il est décoré de la médaille de Sainte-Hélène sous le Second Empire.
Il participe ensuite aux batailles pour l'indépendance de la Belgique et devient général de la Garde civile belge.
Après l'indépendance de la Belgique, il devient entrepreneur de travaux publics et soutient le gouvernement en prenant des risques, en créant des lignes de chemin de fer ou en devenant président du conseil d'administration de la Société anonyme pour l'exécution du canal de jonction de l'Escaut et de la Lys.
Puis, avec son ancien compagnon d'armes Basile Parent, il crée la société Parent & Schaken. Elle va leur permettre d'agrandir leur rayon d'action en intervenant en France et en Espagne, toujours dans le domaine des travaux publics et des chemins de fer. Adeptes du Saint-simonisme ils ont de nombreuses relations, notamment les Frères Pereire, qui leur permettent d'entrer dans de nombreuses entreprises.
Associé à Basile Parent, sa société est une des principales entreprises ferroviaires, engagée notamment dans la construction des liaisons entre Gand et Courtrai, Lyon et la Méditerranée d’une part, Genève d’autre part, de Paris à Mulhouse ainsi que de la capitale française à Strasbourg. En Espagne, ils réalisent la ligne de Cordoue à Séville.
Toujours avec Basile Parent, Schaken commença en 1855 la construction de matériel ferroviaire à Oullins (Rhône) et transporta en 1861 ses ateliers à Fives, dans la région de Lille. Cette entreprise devint en 1865 la Compagnie de Fives-Lille pour constructions mécaniques et entreprises. Les diverses sociétés contrôlées par Parent et Schaken employaient plusieurs dizaines de milliers d’ouvriers, dont une vingtaine de milliers en Belgique et plus en France. Schaken s’intéressa également à la production de gaz pour l’éclairage et le chauffage, notamment à Bruxelles et Naples.
En 1851, Schaken acquit une vaste propriété à Saint-Maurice et se prolongeant vers la Marne sur le territoire de Saint-Maur-des-Fossés. Il y fit construire, par l’architecte Pierre Manguin, le château Schaken autour duquel il aménagea un parc. À la suite d'une modification territoriale en 1868, le terrain fut rattaché à Joinville-le-Pont. Le château fut détruit en 1970, laissant la place à une résidence sociale.

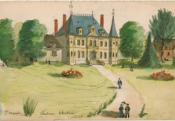
Ancien château Schaken à Joinville-le-Pont.

Pierre Schaken était franc-maçon, membre de la loge Les trois Niveaux, orient d'Ostende. Il en est le deuxième surveillant en décembre 1822.
Il meurt le 8 janvier 1870 à Joinville-le-Pont à l’âge de 84 ans. Il est d’abord inhumé dans le cimetière communal, où subsiste son cénotaphe, avant d’être transféré avec sa famille dans une chapelle au cimetière du Montparnasse en janvier 1885. Son nom est donné au quai Schaken à Saint-Maur et à l’école maternelle publique du quartier.

## Distinctions
- Médaille de Sainte-Hélène (1857)[2]
- Chevalier de la Légion d'honneur[2]
- Officier de l'ordre de Léopold (Belgique)[2] ;
- Commandeur du nombre de l’ordre d’Isabelle la Catholique (Espagne)[2] ;
- chevalier de l'ordre du Lion néerlandais[11] ;
- , commandeur de l’ordre du Christ du Portugal[2]